# 出山寺
出山寺（しゅつさんじ）は、東京都台東区にある曹洞宗の寺院。

## 歴史
1640年（寛永17年）、江山厳英によって開山された。
当寺には「釆女塚」と呼ばれる塚がある。寛文年間（1661年 - 1673年）、若い僧侶との恋が破局した遊女「采女」は、当寺の近くにあった鏡ヶ池に身を投げた。翌日に、
と書かれた短冊が発見され、投身自殺した女性が采女と判明し、この塚に葬ったという。

## 交通アクセス
- 南千住駅より徒歩16分（経路案内）。